# Алма (криптозоологија)
Алма је митолошко човеколико створење које наводно обитава у големим и слабо напућеним пространствима бившег Совјетског Савеза. Извештаји о виђењу таквог бића датирају још из периода Царске Русије. Евентуална повезаност Алме и Јетија чије је наводно виђење документовано јужније, на подручју Непала, Тибета и околних земаља, није потпуно јасна, мада описи сугеришу да за разлику од мајмуноликог изгледа Јетија , Алме имају јаче изражен човеколики изглед. Постоји мишљење да би се могло радити о заједници преживелих неандерталаца, који су се пред ширењем Homo sapiensa повукли у неприступачне и ретко насељене крајеве централне Азије, али представници званичне науке сматрају како би њихов изоловани опстанак у малом броју и на углавном негостољубивом подручју био немогућ.